# Lokomotiv Tbilissi
Ne doit pas être confondu avec Rugby club Locomotive Tbilissi.
Maillots
Dernière mise à jour : 19 août 2025.
Le Football Club Lokomotivi Tbilissi (en géorgien : საფეხბურთო კლუბი ლოკომოტივი თბილისი), plus couramment abrégé en Lokomotiv Tbilissi, est un club géorgien de football fondé en 1936 et basé à Tbilissi, la capitale du pays.

## Historique
- 1936 : fondation du club
- 1999 : 1re participation à une Coupe d'Europe (C3, saison 1999/2000)

## Bilan sportif

### Palmarès
| Compétitions nationales | Compétitions soviétiques                                                                                                   |
| --- | --- |
| \| - Coupe de Géorgie (3) : - Vainqueur : 1999-00, 2001-02 et 2004-05. - Finaliste : 2000-01 et 2018-19. - Supercoupe de Géorgie : - Finaliste : 2005. - Championnat de Géorgie D2 : - Vice-champion : 1996-97, 2012-13 et 2014-15. \| | - Championnat d'Union soviétique D3 (1) : - Champion : 1963. - Championnat d'Union soviétique D2 : - Vice-champion : 1939. |
| - Coupe de Géorgie (3) : - Vainqueur : 1999-00, 2001-02 et 2004-05. - Finaliste : 2000-01 et 2018-19. - Supercoupe de Géorgie : - Finaliste : 2005. - Championnat de Géorgie D2 : - Vice-champion : 1996-97, 2012-13 et 2014-15.       | |

### Bilan européen
Note : dans les résultats ci-dessous, le score du club est toujours donné en premier.
| Saison    | Compétition     | Tour              | Club                  | Domicile | Extérieur | Total  |
| --------- | --------------- | ----------------- | --------------------- | -------- | --------- | ------ |
| 1999-2000 | Coupe UEFA      | Tour préliminaire | Linfield FC           | 1 - 0    | 1 - 1     | 2 - 1  |
| 1999-2000 | Coupe UEFA      | Premier tour      | PAOK Salonique        | 0 - 7    | 0 - 2     | 0 - 9  |
| 2000-2001 | Coupe UEFA      | Tour préliminaire | Slovan Bratislava     | 0 - 2    | 0 - 2     | 0 - 4  |
| 2001-2002 | Coupe UEFA      | Tour préliminaire | Birkirkara FC         | 1 - 1    | 0 - 0     | 1 - 1E |
| 2002-2003 | Coupe UEFA      | Tour préliminaire | FC Copenhague         | 1 - 4    | 1 - 3     | 2 - 7  |
| 2005-2006 | Coupe UEFA      | Premier tour Q    | Banants Erevan        | 0 - 2    | 3 - 2     | 3 - 4  |
| 2008      | Coupe Intertoto | Premier tour      | Etzella Ettelbruck    | 2 - 2    | 0 - 0     | 2 - 2E |
| 2020-2021 | Ligue Europa    | Premier tour Q    | Universitatea Craiova | 2 - 1    | N/A       | 2 - 1  |
| 2020-2021 | Ligue Europa    | Deuxième tour Q   | Dynamo Moscou         | 2 - 1    | N/A       | 2 - 1  |
| 2020-2021 | Ligue Europa    | Troisième tour Q  | Grenade CF            | N/A      | 0 - 2     | 0 - 2  |

Légende
- Victoire ou qualification pour le tour suivant
- Match nul
- Défaite ou élimination de la compétition

## Personnalités du club

### Présidents
- Sandro Menabde

### Entraîneurs
- Giorgi Devdariani
- Levan Korghalidze
- Amiran Minashvili

## Identité visuelle

Ancien logo.
Logo actuel.